# Lago Sonoma
El lago Sonoma es un embalse al oeste de Cloverdale en el norte del condado de Sonoma, California, creado por la construcción de la presa Warm Springs. El acceso desde la US Route 101 se realiza a través de Canyon Road (desde el sur) desde Geyserville, o Dutcher Creek Road (desde el norte) desde Cloverdale.
El lago proporciona agua para el crecimiento y desarrollo de todo el condado y para la recreación. A plena capacidad, tiene 80 KM de costa, una superficie de más de 11 km², y tiene 381 acres·pie (469 956,6 m³) de agua. Las actividades incluyen paseos en bote, natación, pesca, equitación, caminatas, campamentos y caza. Las características notables incluyen el Centro de visitantes de Milt Brandt, el criadero de peces del congresista Don Clausen adyacente y el área recreativa de Warm Springs debajo de la presa.

## Historia
Los pomo habían vivido en la región de Dry Creek y Warm Springs durante más de cinco mil años. La construcción de este lago destruyó por completo 122 áreas asociadas con la historia del uso humano. Esto incluía diez pozos para casas, cinco persianas de caza, dos canteras de pedernal y once lugares con petroglifos. Además, había ocho espacios de reunión conocidos donde, durante más de cien años, la gente pomo recolectó plantas especiales para uso tradicional. Algunas personas Pomo se resistieron a la creación del lago, ayudando a los arqueólogos de la Universidad Estatal de Sonoma a escribir sobre la prehistoria y la historia de Warm Springs Dam, Lake Sonoma y Dry Creek Valley.

## Presa de Warm Springs
El Cuerpo de Ingenieros del Ejército de los Estados Unidos construyó la represa Warm Springs en Dry Creek. Completada en 1982, esta presa de terraplén de tierra laminada tiene 97 m de altura, 900 m de largo y 9 m de ancho en la parte superior. Contiene 30 000 000 yardas cúbicas (23 000 000 m³) de tierra. La presa ayuda a controlar las inundaciones y una planta hidroeléctrica produce electricidad a partir del agua que se libera río abajo. Se debe mantener una cantidad mínima de flujo en Dry Creek para permitir la migración de peces.

## Calidad del agua
La Oficina de Evaluación de Peligros para la Salud Ambiental de California (OEHHA, por sus siglas en inglés) desarrolló un aviso de alimentación segura para el lago Sonoma basado en los niveles de mercurio que se encuentran en los peces capturados en este cuerpo de agua.

## Campamentos
El lago Sonoma ofrece 96 sitios para acampar con autocine y dos sitios para grupos en el campamento Liberty Glen. El campamento está ubicado en una cresta con vista al lago Sonoma, cada campamento incluye una hoguera, una mesa de pícnic y un área de carpa, con instalaciones primitivas y sin agua potable. El campamento está cerrado indefinidamente por reparaciones en su infraestructura.
Hay 15 campamentos primitivos aislados que rodean el lago: a 12 se puede llegar en bote, a caballo, en bicicleta de montaña o a pie, a 3 solo se puede llegar en bote y 1 debido a su ubicación en una cresta no se puede acceder en bote.

## Panorama

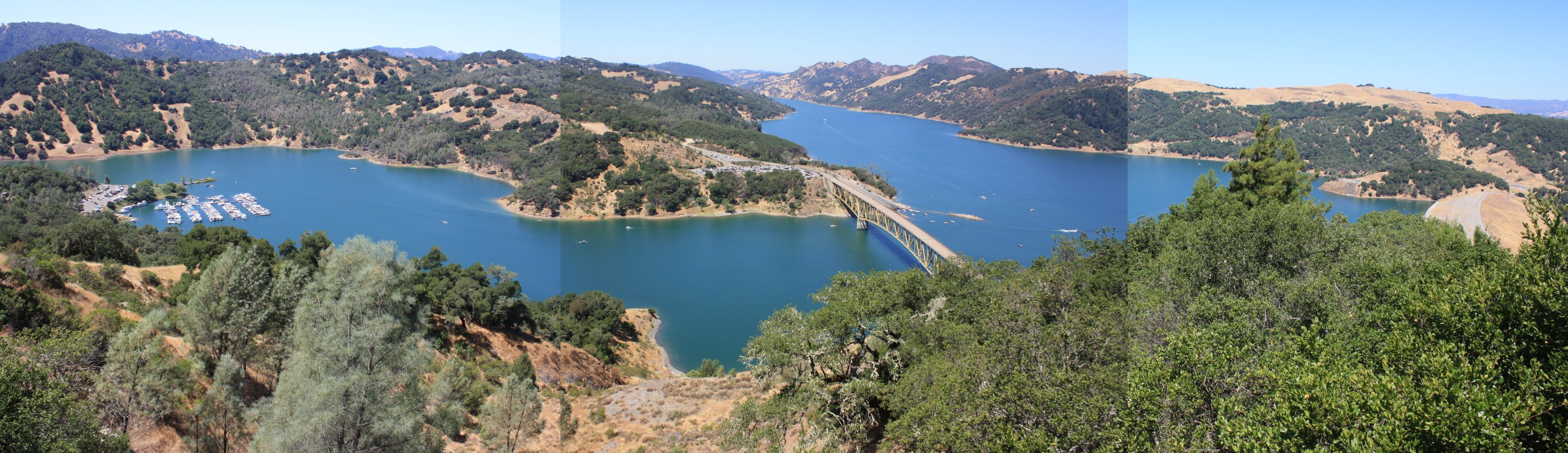
Brazo sur (izquierda) y cuerpo principal (derecha) del lago Sonoma vistos desde el punto de vista ubicado al sureste de la presa Warm Springs